# Principe di Galles (tessuto)

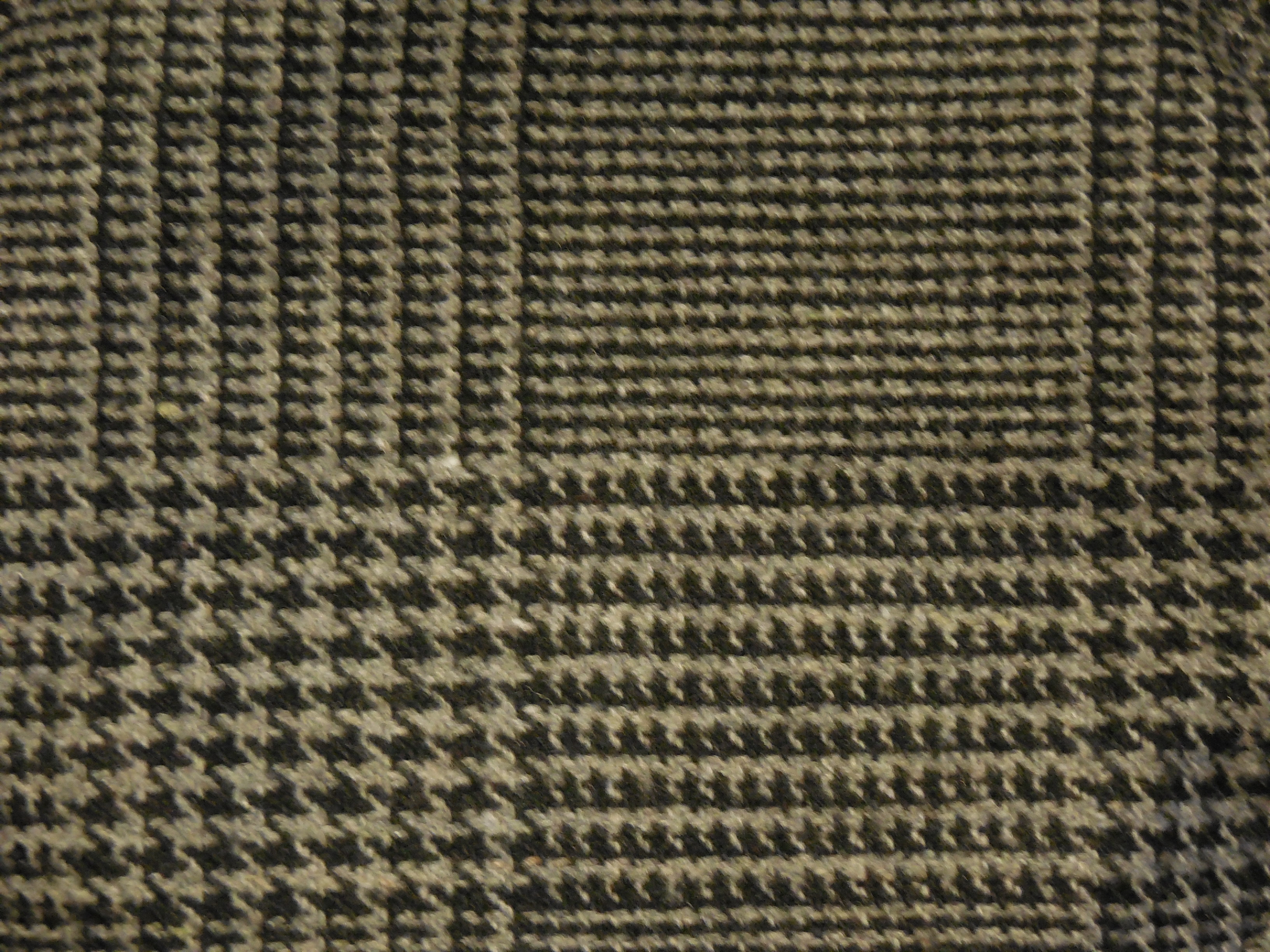
La tipica fantasia del "principe di Galles"

Il principe di Galles è un particolare disegno dei tessuti in lana degli abiti da uomo, caratterizzato dall'incrocio di quadri grandi e piccoli. I colori più frequenti sono nero/grigio e bianco, o altri colori tenui, con due strisce scure e due chiare alternate a quattro scure e quattro chiare, le quali insieme creano un pattern a riquadri incrociati e di diverse dimensioni.
Il nome originale di questo tessuto era Glen Urquhart e rientrava nella famiglia dei tessuti tartan scozzesi. Originariamente il tartan era realizzato in lana; oggi si può trovare anche in altri materiali quali il cotone o la microfibra sintetica.

## Caratteristiche
È comunemente chiamato "Principe di Galles" in onore del re Edoardo VIII che amava portare abiti in questo tessuto o in tweed.
Questo disegno dai caratteristici disegni bicolori è ottenuto con fili di colori diversi che si ripetono con uno schema definito, secondo cui la lunghezza in senso di trama sarà sempre inferiore alla lunghezza in senso di catena, in modo da dare comunque un aspetto verticalizzante al riquadro complessivo. È realizzato sia pettinato che cardato (in stoffe leggerissime o pesanti) da una parte di pied de poule – se in base batavia o saia, o di "effetto stella" se in base tela o natté – e una parte di millerighe o grisaglie con damier, a catena o trama bicolore molto fitta, con infinite possibili variazioni, in rapporti più o meno grandi, in armature diverse (in tela dove il tessuto risulta più secco e nitido, in batavia dove il tessuto risulta più sfumato).